# Campillo de Llerena (Badajoz)
Campillo de Llerena este un oraș din Spania, situat în provincia Badajoz din comunitatea autonomă Extremadura. Are o populație de 1.605 de locuitori.

## Situație
Se află la nord de Llerena, de unde este 46 km și la 135 km de Badajoz. Nucleul urban se află în cadranul nord-vest al municipiului. În plus, orașul face numărul 27 printre cele 162 pe care le are provincia.
Aceasta aparține regiunii Campiña Sur și a Judecătoriei Llerena.
Are o populație de importanță mai apropiată de Azuaga și face parte din comunitatea apei și serviciilor Llerena.
Municipalitatea este izolată în mijlocul unui teritoriu vast în care există puține centre de populație. Solul este greu, iar peisajul este definit printr-o orografie în care câmpiile și undulațiile se îndreaptă spre un teren mai accidentat.
Termenul său acoperă o extindere de 234 km ², limitându-se la nord cu termenii Retamal de Llerena și Zalamea de la Serena, la sud cu cei de la Azuaga și Maguilla, la est cu cei din Zalamea de la Serena și Peraleda del Zaucejo și cu Occidentul cu cele din Hornachos și Valencia de las Torres.

## Relief
Termenul este destul de montan. Vila este așezată pe un deal mic, între o serie de dealuri alcătuite din cuarțite siluriene, dominate de solul brun mediteranean și de Rotlehm.
Cotele cele mai importante sunt la est de termen, într-un munte mic numit Argallén, ramura Peraleda, orientată de la nord la sud, care ajunge la 730 de metri deasupra nivelului mării. Alte dimensiuni sunt munții Mingorrubio, Sierra Chica, Sierra del Prado, Cornejo și Cerro Mirón, cu altitudini cuprinse între 550 și 675 de metri.
1. ↑  Nomenclátor Geográfico de Municipios y Entidades de Población (20240402 edition)